# Neroccio di Bartolomeo de' Landi
Neroccio di Bartolomeo de' Landi (1447–1500) foi um pintor e escultor italiano do começo da Renascença ou Quattrocento na cidade de Siena.
Foi aprendiz de Vecchietta e compartilhou um ateliê  com Francesco di Giorgio a partir de 1468.  Pintou Scenes from the life of St Benedict, agora na Uffizi, provavelmente em colaboração com di Giorgio e a Madonna and Child between Saint Jerome and Saint Bernard, que está na Pinacoteca de Siena. Em 1472, pintou a Assunção para a Abadia de Monte Oliveto Maggiore e, em 1457, criou a estátua de Santa Catarina de Siena para a igreja sienesa a ela dedicada.
Separou-se de di Giorgio em 1475. Em 1483, projetou a Hellespontine Sybil para o mosaico da Catedral de Siena.